# モンドラナエンタテインメント
株式会社モンドラナエンタテインメント（英: Mondorana Entertainment Inc.）は、東京都港区にある子役事務所。子役を中心に幅広くマネジメントを行う。テレビCMやドラマ、映画など特に映像作品において活躍する所属者が多い。
NHK連続テレビ小説「なつぞら」で山田道夫役を演じた中川望や、カルピスのTVCMで長澤まさみの幼少期を演じた本間さえ等が所属する。
元所属者にNHK「みいつけた!」初代スイちゃんの熊田胡々、TBSドラマ「流星の絆」で戸田恵梨香の幼少期を演じた熊田聖亜、現在はトップコート所属で俳優の中川翼、サンミュージックブレーン所属で俳優の田野井健がいる。
熊田聖亜はダウンタウンの松本人志監督作映画「さや侍」で主人公の娘役を演じており、松本に「熊田聖亜は天才」と演技を絶賛された。